# Мирон (скульптор)

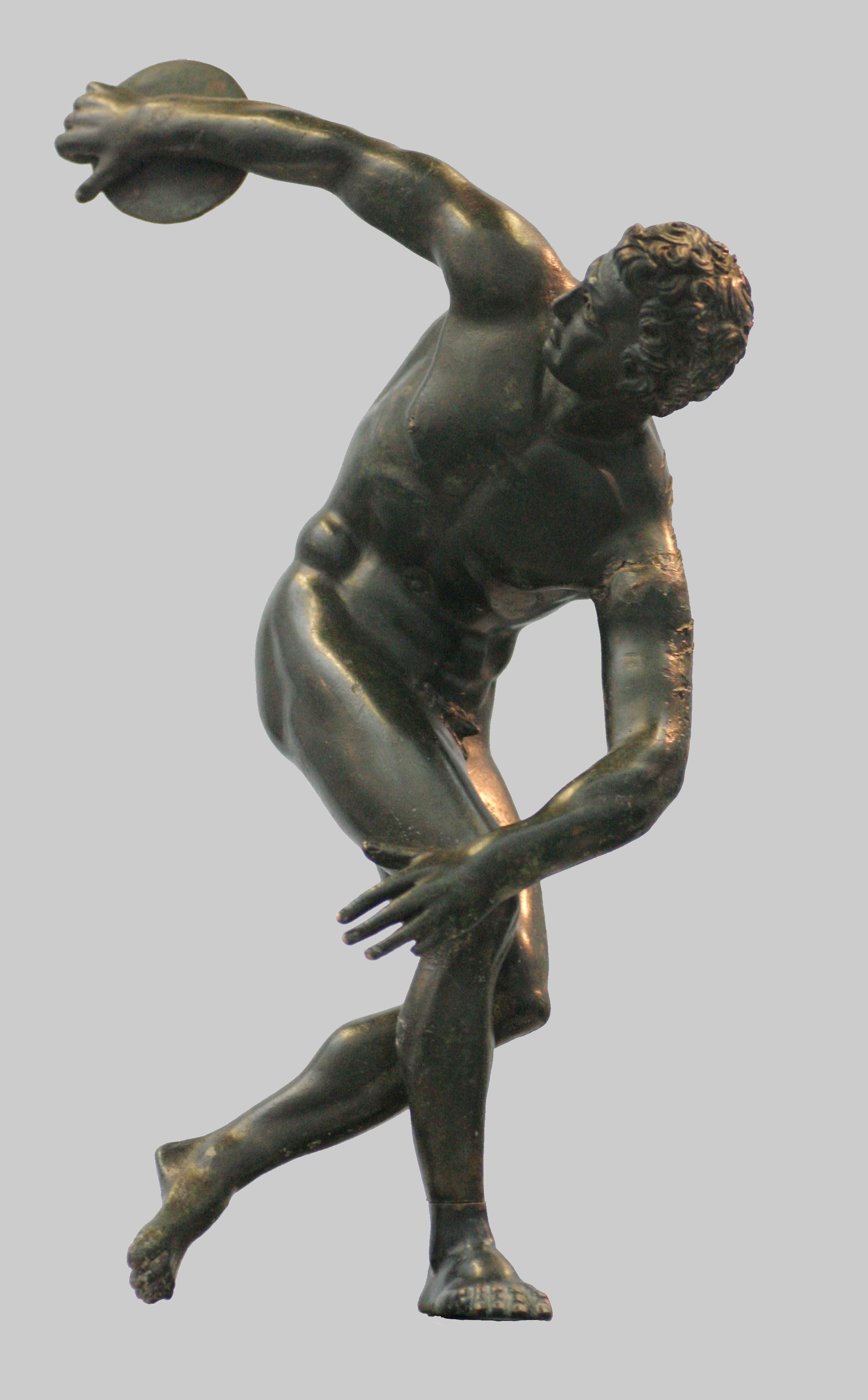
Бронзова римська копія Дискобола Мирона, Гліптотека, Мюнхен

Мирон (грец. Μύρων) — давньогрецький скульптор середини V століття до н. е.

## Життєпис
Народився бл. 480 року до н. е. в Елевтерах на кордоні Беотії з Аттикою, працював в Афінах періоду класики. Навчався в найбільшого майстра V ст. до н. е. — Агелада. Твори Мирона, виконані головним чином у бронзі, не зберегли і відомі нам лише за свідченнями античних авторів і римськими мармуровими копіями.
Найбільший представник ранньої класики, Мирон долав застиглість мистецтва архаїки, виявляючи особливий інтерес до зображення кульмінаційних моментів руху. Виявляючи в гармонії людського тіла динамічно-напружений початок, Мирон показував красу атлетичної сили (Дискобол, Національний музей у Римі) або розумної волі, що стримує невтримний порив (група Афіна і Марсій). Особливо популярною, судячи з античних епіграм (яких відомо до 300), була створена Мироном статуя корови, що вражала сучасників своєю життєвістю. Мирон був також майстром торевтики: виконував кубки з рельєфними зображеннями.